# احمد عیسی کمیل
احمد عیسی کمیل (انگلیسی: Ahmad Eisa Kamil؛ زادهٔ ۱۹ سپتامبر ۱۹۸۳) بازیکن فوتبال اهل امارات متحده عربی است.